# Comarcas de las Islas Baleares

Comarcalización de la isla de Mallorca

Se entiende por Comarcas de las Islas Baleares a aquellas mancomunidades de Baleares (España), donde se han definido un total de seis comarcas: la ciudad de Palma, la comarca de la Sierra de Tramontana, la de Raiguer, la del Llano de Mallorca, la de Migjorn y la de Levante.
Las demás islas, Formentera, Ibiza y Menorca, constituyen en sí, singularmente, una unidad comarcal, cuyo máximo órgano son los Consejos Insulares. En el caso de Mallorca, su Consejo Insular, es un órgano administrativo supra comarcal, y como consecuencia supramunicipal.

## Lista de comarcas
| Comarca              | Isla       | Habitantes | Superficie (km2) | Densidad (hab/km2) | Capital              | Número de municipios |
| -------------------- | ---------- | ---------- | ---------------- | ------------------ | -------------------- | -------------------- |
| Formentera           | Formentera | 8.442      | 83,2             | 101,5              | San Francisco Javier | 1                    |
| Ibiza                | Ibiza      | 117.698    | 571,0            | 206,1              | Ibiza                | 5                    |
| Levante              | Mallorca   | 75.137     | 592,5            | 126,8              | Manacor              | 5                    |
| Llano de Mallorca    | Mallorca   | 51.636     | 736,7            | 70,1               | Petra                | 16                   |
| Menorca              | Menorca    | 90.235     | 695,3            | 129,8              | Mahón                | 8                    |
| Migjorn              | Mallorca   | 75.899     | 809,7            | 93,7               | Llucmajor            | 5                    |
| Palma de Mallorca    | Mallorca   | 383.107    | 213,6            | 1.793,99           | Palma de Mallorca    | 1                    |
| Raiguer              | Mallorca   | 123.046    | 470,1            | 261,7              | Inca                 | 13                   |
| Sierra de Tramontana | Mallorca   | 105.450    | 828,5            | 127,3              | Sóller               | 13                   |